# 羅季奧諾沃-涅斯韋泰斯卡亞區
47°36′50″N 39°42′03″E / 47.61389°N 39.70083°E
羅季奧諾沃-涅斯韋泰斯卡亞區（俄语：Родионово-Несветайский район），是俄羅斯的一個區，位於該國西南部，由羅斯托夫州負責管轄，面積1,547平方公里，2010年人口，23,632人口密度每平方公里15.28人。